# Adelphydraena
Adelphydraena är ett släkte av skalbaggar. Adelphydraena ingår i familjen vattenbrynsbaggar.
Kladogram enligt Catalogue of Life:
| Adelphydraena | \| \| Adelphydraena orchymonti \| \| \| \| \| \| Adelphydraena spangleri \| \| \| \| |
|               | \| \| Adelphydraena orchymonti \| \| \| \| \| \| Adelphydraena spangleri \| \| \| \| |
|               | Adelphydraena orchymonti                                                             |
|               |                                                                                      |
|               | Adelphydraena spangleri                                                              |
|               |                                                                                      |